# Raoyang
Raoyang, tidigare romaniserat som Jaoyang, är ett härad som hör till Hengshuis stad på prefekturnivå i Hebei-provinsen i den norra delen av Folkrepubliken Kina, omkring 190 kilometer söder om huvudstaden Peking.  Orten har cirka 280 000 invånare.

## Administrativ indelning
Köpingar:
- Raoyang (饶阳镇), Dayincun (大尹村镇), Wusong (五公镇), Daguanting (大官亭镇)

Socknar:
- Wangtongyue (王同岳乡), Liuchu (留楚乡), Dongliman (东里满乡)